# ユリウス・フチーク (作曲家)

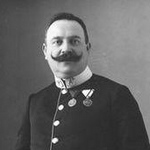

ユリウス・アルノシュト・ヴィレーム・フチーク（チェコ語: Julius Arnošt Vilém Fučík, ドイツ語: Julius Ernst Wilhelm Fučík, 1872年6月18日 プラハ - 1916年9月15日 プラハ）は、チェコの作曲家、軍楽隊指揮者。
生涯の大半を軍隊の吹奏楽で指揮者として過ごした。フチークは多産な作曲家で、300曲以上の行進曲やポルカ、ウィンナ・ワルツを作曲して名を馳せた。作品のほとんどが軍楽隊のために作曲されていることから、時に「ボヘミアのスーザ」とも呼ばれる。
現在でも、チェコではフチークの行進曲が愛国的な楽曲として演奏されている。しかしながら彼の名声を世界的なものにしているのは、最も有名な《剣闘士の入場 Vjezd gladiátorů 》が世界各地のサーカスで、ピエロ登場のテーマ曲として用いられているからに他ならない。

## 生涯

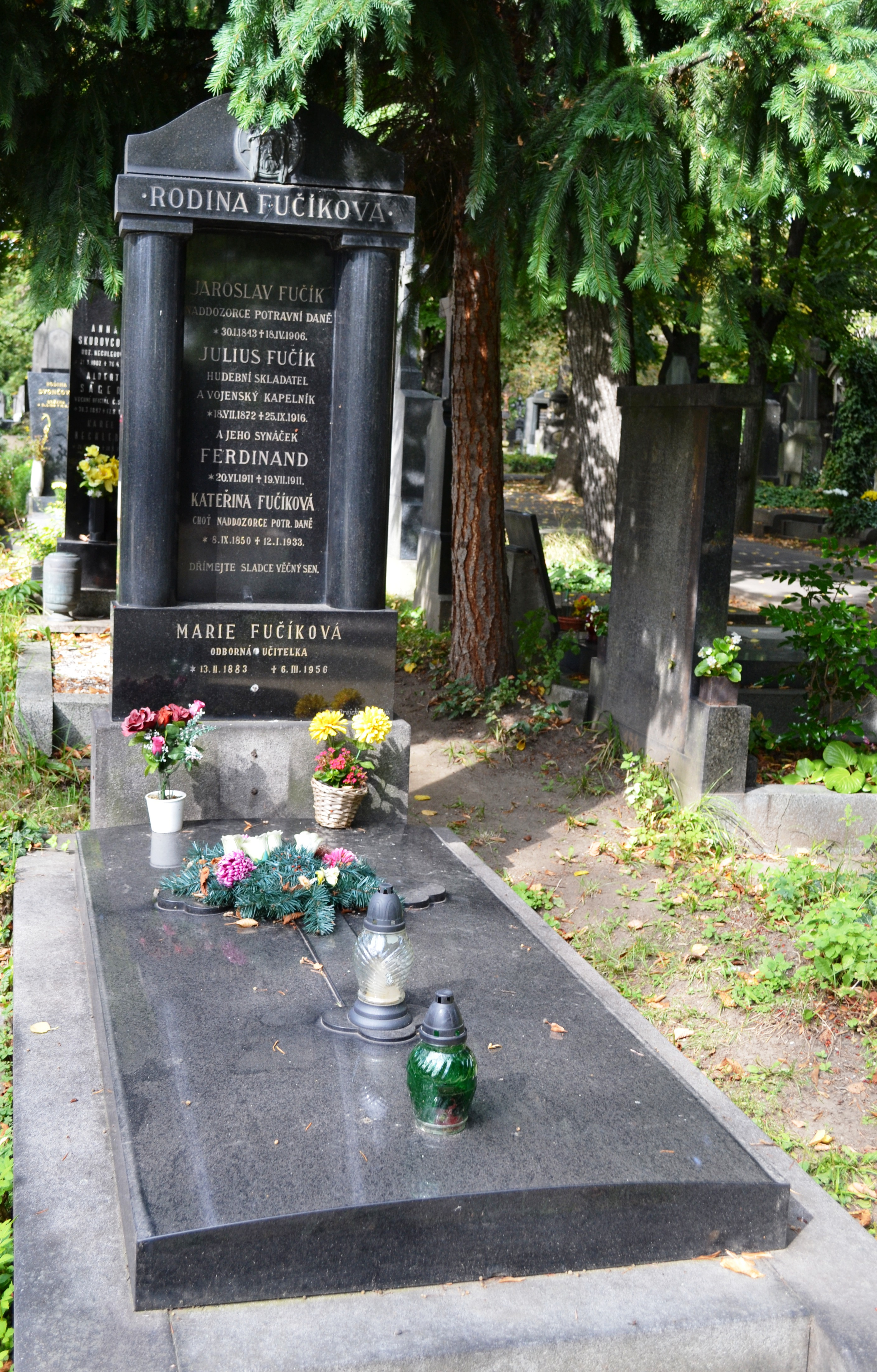
フチークの墓

オーストリア＝ハンガリー二重帝国治下のボヘミアに生まれる。学生時代はファゴットやヴァイオリンなど、様々な楽器を弾きこなし、後にドヴォルザークに作曲を師事した。
1891年にオーストリア＝ハンガリー第49歩兵連隊に軍楽隊員として入団。当初はドナウ川沿いの町クレムスで、ヨーゼフ・フランツ・ワーグナーの指揮のもと演奏を続けたが、後にウィーンの軍楽隊に入った。1895年には軍隊を離れ、プラハはドイツ劇場の第2ファゴット奏者の地位に就任した。1年後に、プラハ市管弦楽団の首席指揮者や、クロアチアはシサク市のダニツァ合唱団の指揮者に就いた。この間にフチークは、たくさんの室内楽曲、なかでもクラリネットやファゴットのための小品を作曲した。
1897年にサラエヴォ第86歩兵連隊の楽隊指揮者として入団、その直後に、最も有名な作品《剣闘士の入場Einzug der Gladiatoren》を作曲した。原題は《半音階的大行進曲Grande Marche Chromatique》だったのだが、フチークはローマ帝国の歴史に興味があり、曲名を変更した。また、カナダの作曲家・編曲家であるLouis Philippe Laurendeauが、小編成のバンドのために編曲しThunder and Blazes（雷鳴と稲光）というタイトルで出版したところ、サーカス公演においても演奏されるようになり、人気が出た。今でも世界的に、サーカス公演における道化師の登場に使われており、他にも「スクリーマー Screamer」などの愛称でも親しまれている。
フチークの楽隊は1890年にブダペストに配転すると、フチークは自作を演奏してくれる楽隊を他にもいくつか見つけたが、より注目を浴びるには、多くのライバルに立ち向かわなければならなかった。フチークはより多くの演奏家を任意に使うことができるようになってから、管弦楽曲の編曲を試みるようになった。
フチークは1909年に再びボヘミアに戻り、テレジン王立第92歩兵連隊の楽隊に入隊した。当時その楽隊は、オーストリア＝ハンガリー二重帝国で最も優れた軍楽隊であった。フチークはこの楽団と共にプラハやベルリンに演奏旅行を行い、総計1万人以上の聴衆を集めた。
フチークは1913年に結婚してベルリンに居を構え、そこで自前の楽隊と楽譜出版社を結成して、自分の作品を売り出そうとした。だが彼の人生は第一次世界大戦の勃発と共に曲がり角に来ていた。戦時中の貧窮のもとで商売は頓挫し、健康面も損なわれ、1916年に急病を患い、プラハに戻るや否や急死してしまった。

## 作品

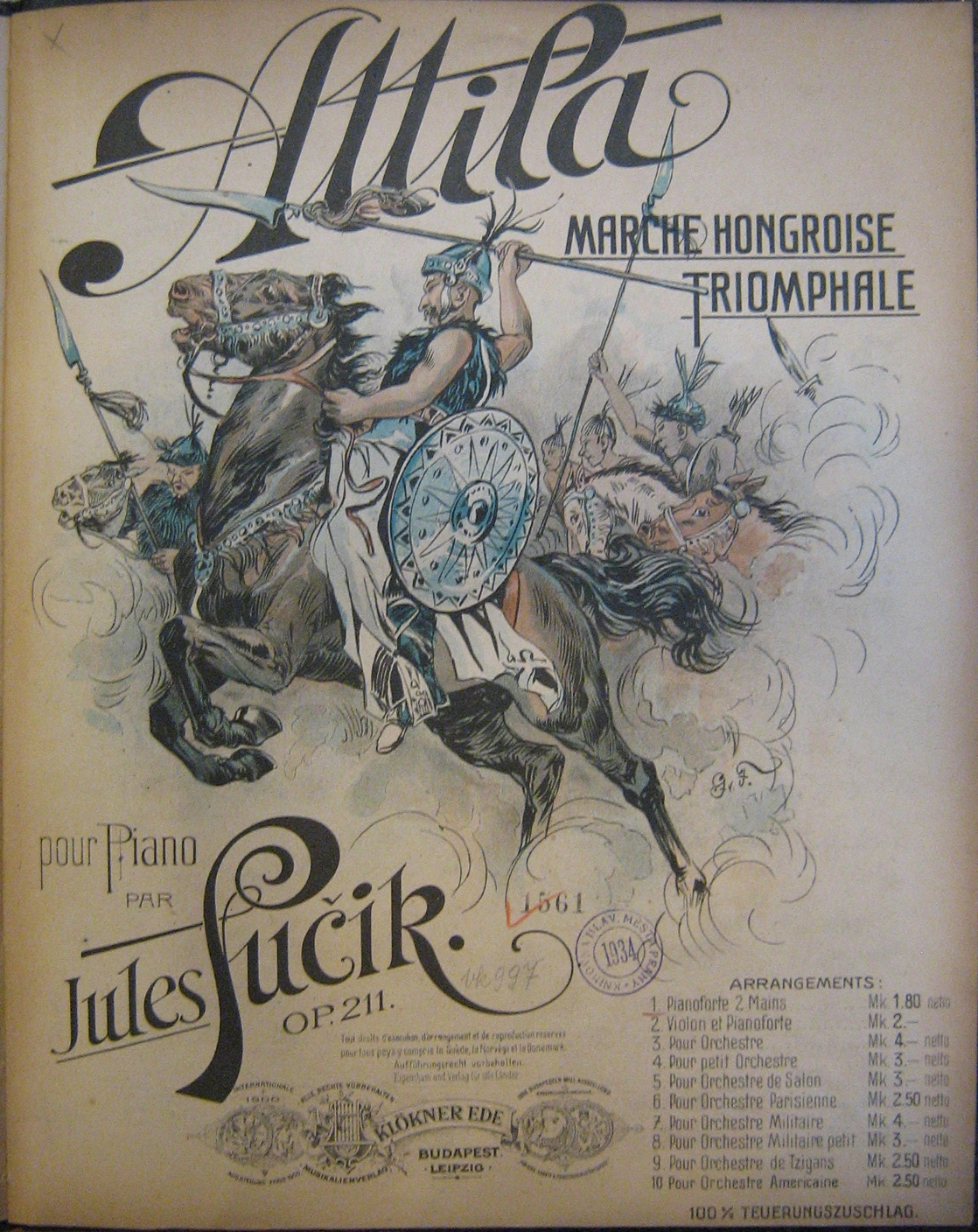
行進曲『アッティラ』楽譜表紙

- 行進曲『剣闘士の入場』（Einzug der Gladiatoren）作品68
- ワルツ『理想的な夢』（Traum-Ideale）作品69
- 行進曲『将官旗の下に』（Unter der Admiralsflagge, Marsch）作品82
- 行進曲『真夜中に』（Um Mitternacht）作品93
- 行進曲『連隊の子供たち』（Die Regimentskinder）作品169
- ワルツ『冬の嵐』（Winterstürme）作品184
- おどけたポルカ『小言親父』（Der alte Brummbar）作品210
- 行進曲『アッティラ』（Attila）作品211
- 『フローレンス行進曲（フローレンティナー行進曲）』（Florentiner Marsch）作品214
- 演奏会用序曲『マリナレーラ』（Marinella-Ouvertüre）作品215
- 行進曲『2人の陽気な村の鍛冶屋』（Die lustigen Dorfschmiede）作品218
- ワルツ『バレリーナ』（Ballerinas）作品226
- ワルツ『ドナウ伝説（ドナウの歌）』（Donausagen）作品233
- 行進曲『ヘルツェゴヴィナ』（Hercegovac）作品235
- 絵画的行進曲『叔父テディ』作品236
- 演奏会用序曲『ミラマーレ』（Miramare）作品247